# 거짓기억 증후군
거짓기억 증후군(영어: False Memory Syndrome, FMS)은 실제 일어나지 않은 외상적 또는 중대한 사건을 확고하게 믿는 현상을 의미한다. 거짓기억증후군의 일반적 특성으로 환자는 어린 시절 학대나 트라우마에 대해 확고히 주장하며 실제 발생한 사건이라 주장한다. 또한 이렇게 만들어진 거짓 기억에는 당시 분위기, 감정, 사람 등 구체적인 요소가 포함되고는 한다. 거짓 기억 증후군은 환자의 정체성과 대인관계를 기반으로 조직된다. 다만, 거짓기억 증후군은 미국의 정신질환 진단 및 통계 편람 DSM-5나 ICD-11 같은 질병 코드에 포함되지 않았다. 현대 의학에서 거짓기억 증후군은 논쟁이 많으며 명확히 입증된 바 없다. 따라서, 의학계에서도 공식적으로 인정된 정신 질환보다 "환자가 거짓된 기억을 믿는" 특정 패턴에 대한 임상적 구성을 위해 만들어진 용어이다.

## 원인과 위험 요소
거짓 기억 증후군은 다양한 원인에서 발생할 수 있다. 대부분의 경우, 거짓 기억 중후군은 부적절한 의료 행위에서 유발될 수 있다. 해리성 기억 상실을 치료할 때 사용되는 기억 복구 치료(최면 치료 등)가 여기에 포함된다. 의료인이 어린 시절 심리적, 실질적 고통을 받은 경험에 대해 암시하는 질문을 사용할 때, 예기치 않게 실제 경험처럼 느껴지는 거짓 기억이 환자한테 이식될 수 있다.
다른 유발 요인으로 외상 또는 정신의학적 병력이 있다. 우울증, 불안 장애, PTSD 또는 해리성 경향이 있던 환자가 감정적으로 격양되거나 침습적 이미지에 노출됐을 때 거짓 기억이 형성될 수 있다. 다만, 거짓 기억은 꼭 정신 질환 같은 취약성을 지닌 사람에게만 국한되지 않는다. 2024년 8월, 케임브리지 대학교 연구에 의하면 가짜 뉴스가 다수에게 거짓 기억을 이식할 수 있다는 보고가 나왔다. 거짓 기억 증후군은 진실된 기억이 저장되는 뇌 영역에 관여하는데, 이때 스트레스와 트라우마가 기억 회로에 깊은 영향을 끼치는 것으로 알려졌다. 예컨대, 신경 영상 연구에서 외상성 스트레스가 해마, 편도체, 전두엽 피질에 영향을 끼친다는 연구 결과가 있었다.
여기서 영향을 받는 해마는 기억을 인코딩하고 재구성하는 역할을 담당한다. 또한 해마는 진실과 거짓 회상에서도 활동하는데, 해마 뿐만 아니라 등측 전두엽 피질(DLPFC)도 진실과 거짓 사건을 회상할 때 관여할 수 있다. 전두엽 피질은 거짓 사건을 회상하는 중에는 해마 기능을 억제할 수도 있겠다. 남아프리카 공화국 세파코 막가토 보건 대학에서 2023년 진행한 연구에 따르면, 거짓 기억을 읽어들이는 동안 전방 전두엽 활동과 해마 활동 사이 역 상관관계가 발견된 바 있다. 이 연구는 복부 전두엽 영역이 종종 거짓 기억을 읽어들이는 임상적 혼란에서 활동이 감소됨을 보여준다. 복부 전두부 영역은 현실을 모니터링하고 잘못된 기억을 억제하는 데 도움을 주기에, 복부 전두엽 영역의 손상이나 과소 활성화가 발생할 때 거짓된 기억을 억제하지 못 하고 받아들이게 만든다는 결과가 있었다. 요약하자면, 거짓 기억이 발생하는 요인은 감정적 흥분 하에서 해마-전두엽 상호작용 과정 사이 발생할 가능성이 높다는 것이다.

## 증상
임상적 특징으로 환자는 증거가 부족하거나 없음에도 불구하고 과거 충격적인 사건을 경험했다고 굳게 믿는다. 이때 과거 충격적인 사건은 학대가 일반적이다. 환자는 거짓 기억을 매우 구체적으로 회상하는 동시에, 회상 과정에서의 감정 불안정성(불안, 두려움, 죄책감 등)을 호소하며, 일상에서는 정체성의 변화를 경험하거나 정서적 고통을 느끼거나, 치료 의존성이 심해지는 양상을 보일 수 있다. 정체성의 변화는 그 사람의 자아와 인생 경험에 대한 감각이 주장하는 사건을 중심으로 이루어진다고 여기는 것이다. 이때 환자는 반복적으로 기억을 되풀이하거나, 그 중요성에 집착하거나, 거짓 기억을 바탕으로 삶의 결정(이직, 이사 등)을 내릴 수 있다. 환자에게는 거짓 기억이 현실이라 굳게 믿고 그것이 실제 현실로 다가온다고 여기기에 불안장애, 우울 장애, 트라우마와 같은 증상이 발생할 수 있다. 간혹 일부 환자에게서 주장하는 사건으로 수면 장애나 과잉 경계 같은 태도가 보고된 바 있다. 이러한 거짓 기억에서 느끼는 강한 확신은 개인에 대한 소외감 또는 적대감으로 이어지기도 한다. 이때 환자는 가해자로 추정되는 사람과의 연락을 단절하거나 형사 고소와 같은 법적 조치를 취하는 경우도 있다. 반면, 환자는 거짓된 기억을 지지해주는 다른 사람들(예컨대, 심리상담사나 동정심이 강한 친구)에게서 위로와 인정을 얻을 때도 있다. 거짓 기억 증후군을 외관상 식별할 수 있는 신체적 징후는 없다. 대부분 거짓 기억 증후군은 외상 후 스트레스 장애, 불안 장애, 강박 장애, 성격 변화와 같은 다른 질병과 증세가 겹친다. 거짓 기억 증후군을 호소하는 일부 환자는 거짓 기억에서 비롯된 PTSD 또는 기억에 대한 집착으로 강박 장애와 유사한 행동을 할 때도 있다.

## 진단
거짓 기억 증후군에 대한 공식적인 진단 검사나 기준은 없다. 거짓 기억 증후군은 정신의학과에서 다루는 공식적인 장애가 아니기에, 우울증이나 PTSD처럼 공식적인 질병 코드로 등재된 것과 동일한 방식으로 진단내리지 못 한다. 거짓 기억 증후군을 확인하기 위해서는 개인의 병력과 증상을 고려하고, 이후 신중한 임상 평가를 진행할 수 있다. 임상 평가에는 자세한 인터뷰 및 병력 기록, 주장하는 기억에 대한 제시 가능한 증거, 심리 검사와 같은 절차가 포함될 수 있겠다. 임상 평가자는 그 기억이 언제 어떻게 나타났는지, 무엇이 그것을 촉발시켰는지, 그리고 환자가 그것을 얼마나 확고하게 믿는지 기록히고 평가한다. 거짓 기억 증후군을 호소하는 환자는 학대 피해 경험을 주장하는 임상적 구성을 가졌다. 따라서, 당시 고소나 고발될 수 있는 형사 사건을 중심으로 하기에, 외부의 객관적 증거를 기반으로 평가하는 게 중요하다. 의료인, 임상 평가자 또는 수사관은 환지의 의료 기록, 학교 기록, 주장되는 시기의 사진, 법적 문서 또는 기억을 뒷받침하거나 반박할 수 있는 기타 객관적인 자료를 확인할 수 있다. 가족 구성원이나 주장되는 사건의 이해당사자와 인터뷰하는 방식으로 접근할 수도 있겠다. 독립적인 검증에서 환자의 주장과 모순되는 경우, 해당 기억은 사실이 아니거나 거짓 기억 증후군으로 형성된 기억이라 의심해볼 수 있을 것이다. 그러나 객관적 증거가 환자의 인정으로 이어지지 않을 수도 있다. 연구 결과에 의하면, 거짓 기억 증후군 연구에 참여한 환자들은 가족의 진술이나 객관적인 기록을 확인하더라도 거짓 기억이라 인정하지 않는 양상에 대한 보고가 있었다. 다만, 외상 생존자 중 해리성 기억장애를 경험한 생존자와 거짓기억 증후군을 겪은 환자는 유사한 양상을 보이는 경우도 있겠다.

## 치료
거짓 기억 증후군은 공식적인 질병이 아니기에, 공식적인 치료 방법은 없다. 다만, 거짓 기억 증후군은 관리가 가능하다. 비록 거짓 기억에서 비롯됐더라도, 환자에게 그 거짓 기억은 현실로 다가온다. 따라서 환자가 느끼는 고통을 공감하고 대처할 수 있도록 유도하고, 거짓 기억이 추가적으로 삽입되는 걸 방지하는 데 초점을 둘 수 있다. 거짓 기억 증후군은 공식 질병이 아니기에 대해 특별히 승인된 치료 방법은 없지만, 몇 가지 접근 방식이 도움이 될 수 있겠다.
인지 행동 치료는 도움이 되지 않는 신념을 검토하고 도전하는 데 도움이 될 수 있다. 예컨대, 환자가 자신의 기억을 "재확인"하도록 유도할 수 있다. 기억을 확인할 수 있는 증거를 반복적으로 요청하여(예컨대, 당시 작성된 일기, 당시 촬영된 사진, 당시 만난 사람과의 상황 확인) 실제 기억과 거짓 기억간 불일치를 드러낼 수 있다. 2021년 연구에 따르면 환자는 독립적이면서 구체적인 기록을 검토하고 가족과 의논함으로 거짓된 기억을 인지하고진실된 기억으로 되돌린 사례가 있다. 안구 운동 탈감작 및 재처리(EMDR) 또한 외상 증싱에 도움이 될 수 있고, EMDR은 최면처럼 이야기를 꾸며내지 않기에 새로운 거짓 기억을 만들지 아니하고 기존 감정을 처리하는데 도움이 될 수 있다.

## 같이 보기
- 정신건강의학
- 망상장애
- 불안장애
- 편집증